# Planosol
Planosol (PL) (von lat.: planus, eben) ist ein Begriff der Bodenkunde und benennt eine der 32 Referenzbodengruppen der World Reference Base for Soil Resources (WRB). Die Gruppe umfasst jahreszeitlich stauwasserbeeinflusste Böden mit abrupter Zunahme des Tongehalts irgendwo innerhalb von 100 cm. Stauwasserböden ohne abrupte Tongehaltszunahme gehören in der WRB zu den Stagnosolen.

## Beschreibung

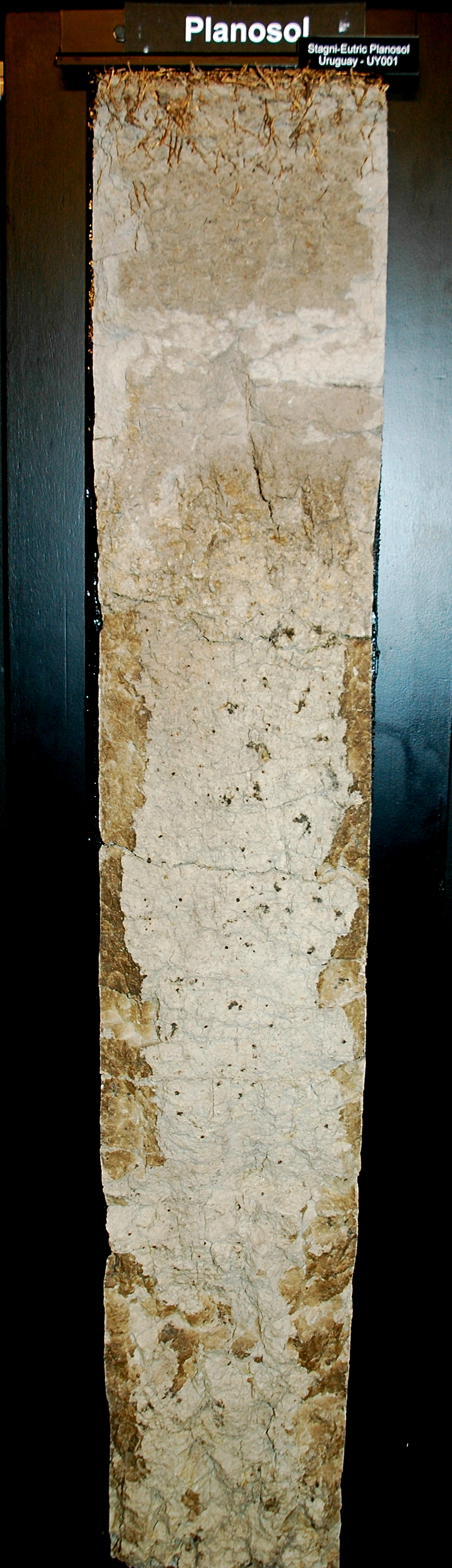
Bodenprofil eines Planosol

Planosole weisen innerhalb von 75 cm unterhalb der Geländeoberfläche einen abrupten Bodenartenunterschied (abrupt textural difference) von einem Bodenhorizont mit gröberer Bodenart zu einem darunterliegenden, dichteren Horizont mit feinerer Bodenart auf, das heißt, dass sich innerhalb von 7,5 cm der Tongehalt im Boden mindestens verdoppelt oder dass er um absolut 20 % ansteigt. Des Weiteren sind stagnic Eigenschaften (von lat.: stagnare, überschwemmen) diagnostisch. Diese entstehen durch zeitweilige Wassersättigung des Bodens, wodurch sich reduzierende Verhältnisse ausbilden. Der tonärmere Horizont erfüllt oft die Kriterien des albic Material, weil das Eisen in geneigten Böden in reduzierter Form lateral ausgewaschen wurde. Im tonreicheren Horizont entsteht meist eine Marmorierung.

## Horizonte
Typischerweise liegt ein gebleichter, tonarmer E-Horizont über einem tonreichen, wasserstauenden B-Horizont. Der Tongehaltsunterschied beruht meist auf geologischer Schichtung, seltener auf Lessivierung.

## Verbreitung
Die  Planosole nehmen weltweit etwa 130 Millionen Hektar ein und entwickeln sich bevorzugt auf flachen Hängen oder in Plateaulagen oberhalb des Grundwasserspiegels. Die größten Flächen liegen dabei in den Subtropen und in den gemäßigten Klimaten mit regelmäßigen Regen- und Trockenzeiten.

## Eigenschaften und Nutzung
Planosole weisen nur geringe Nährstoffvorräte (häufig Mangel an N, P, S, K, Mg) auf und können zur Aluminium-Toxizität neigen. Durch den stauenden Horizont sind Planosole nur schlecht durchwurzelbar und neigen wechselweise zu Wasserstau (Luftmangel) und Wasserstress. Dadurch sind sie kaum ackerbaulich nutzbar und werden hauptsächlich für extensive Beweidung, Grünland oder, wenn die Temperaturen es zulassen, für Nassreisanbau genutzt. Letzteres erfordert Eindeichung und Düngung.

## Verwandte Bodentypen
Stauwasserböden ohne abrupten Bodenartenunterschied gehören in der WRB zu den Stagnosolen. In der Deutschen Bodensystematik gehören die Planosole je nach Intensität der Oberbodenbleichung zu den Pseudogleyen oder Stagnogleyen. Beginnt der Stauwassereinfluss erst  in größerer Tiefe, so handelt es sich um Übergangssubtypen, etwa Braunerde-Pseudogley, Parabraunerde-Pseudogley, Pseudogley-Braunerde oder Pseudogley-Parabraunerde.